# Mordovia Cup 2004
Il Mordovia Cup 2004 è stato un torneo di tennis facente parte della categoria ATP Challenger Series nell'ambito dell'ATP Challenger Series 2004. Il torneo si è giocato a Saransk in Russia dal 2 all'8 agosto 2004 su campi in terra.

## Vincitori

### Singolare
Ladislav Švarc ha battuto in finale  Stefan Wauters con il punteggio di 6–2, 6(4)–7, 6–0

### Doppio
Aleksej Kedrjuk /  Vadim Kucenko hanno battuto in finale  Kirill Ivanov-Smolensky /  Andrej Stoljarov con il punteggio di 6–1, 3–6, 6–4